# Коледж Гроув-Сіті
Коледж Гроув-Сіті або Гроув-Сіті-Коледж (англ. Grove City College (GCC)) — приватний, консервативний християнський гуманітарний коледж у Гроув-Сіті, штат Пенсільванія. Заснований у 1876 році як звичайна школа, коледж наголошує на основній програмі гуманітарних наук і пропонує 60 спеціальностей і шість допрофесійних програм зі ступенем бакалавра в гуманітарних мистецтвах, науках, бізнесі, освіті, інженерії та музиці. Коледж формально завжди був неконфесійним, але в перші кілька десятиліть його існування серед його студентів і викладачів настільки переважали члени пресвітеріанської церкви, що іноді його називали фактично належним до пресвітеріанської церкви; в останні десятиліття коледж та пресвітеріанська церква розійшлися.

## Історія

### Заснування
Заснована в 1876 році Ісааком Кетлером, школа спочатку мала назву «Педагогічна академія Пайн-Гроув» (англ. Pine Grove Normal Academy). У перший рік у ній навчалося двадцять шість учнів. У 1884 році опікуни Педагогічної академії Пайн Гроув у Гроув-Сіті внесли зміни до статуту академії, змінивши її назву на Коледж Гроув-Сіті. Згідно зі статутом, двері коледжу були відкриті для кваліфікованих студентів «без огляду на релігійні випробування чи переконання». Ісаак Кетлер був президентом до 1913 року.
Джозеф Ньютон П'ю, засновник Sun Oil Company також підтримував Гроув-Сіті-Коледж. Сини П'ю і Кетлера, Вейр Кетлер і Джон Говард П'ю, згодом стали президентом і головою опікунської ради Гроув-Сіті відповідно. Влітку 1925 року Дж. Грешем Махен читав лекції, які лягли в основу його книги «Що таке віра?» (англ. What is Faith?).

### Друга світова війна
На початку Другої світової війни Коледж Гроув-Сіті був одним із шести навчальних закладів, відібраних ВМС США для участі у надзвичайно незвичній Програмі підготовки фахівців з електроніки (ETP). Починаючи з березня 1942 року, щомісяця нова група зі 100 студентів ВМС і морської піхоти прибувала на тримісячні 14-годинні курси з вивчення електротехніки. Вступ на ETP вимагав складання тесту Едді, одного з найвідбірніших кваліфікаційних іспитів, що проводились у воєнні роки. Професор Рассел П. Сміт був директором програми. До осені 1943 року серед студентів був лише 81 цивільний чоловік; таким чином, присутність близько 300 військовослужбовців значною мірою сприяла підтримці коледжу. Навчання в Коледжі Гроув-Сіті тривало до квітня 1945 року; бібліотечні записи свідчать, що 49 класів закінчили 3,759 осіб.

### Справа у Верховному суді

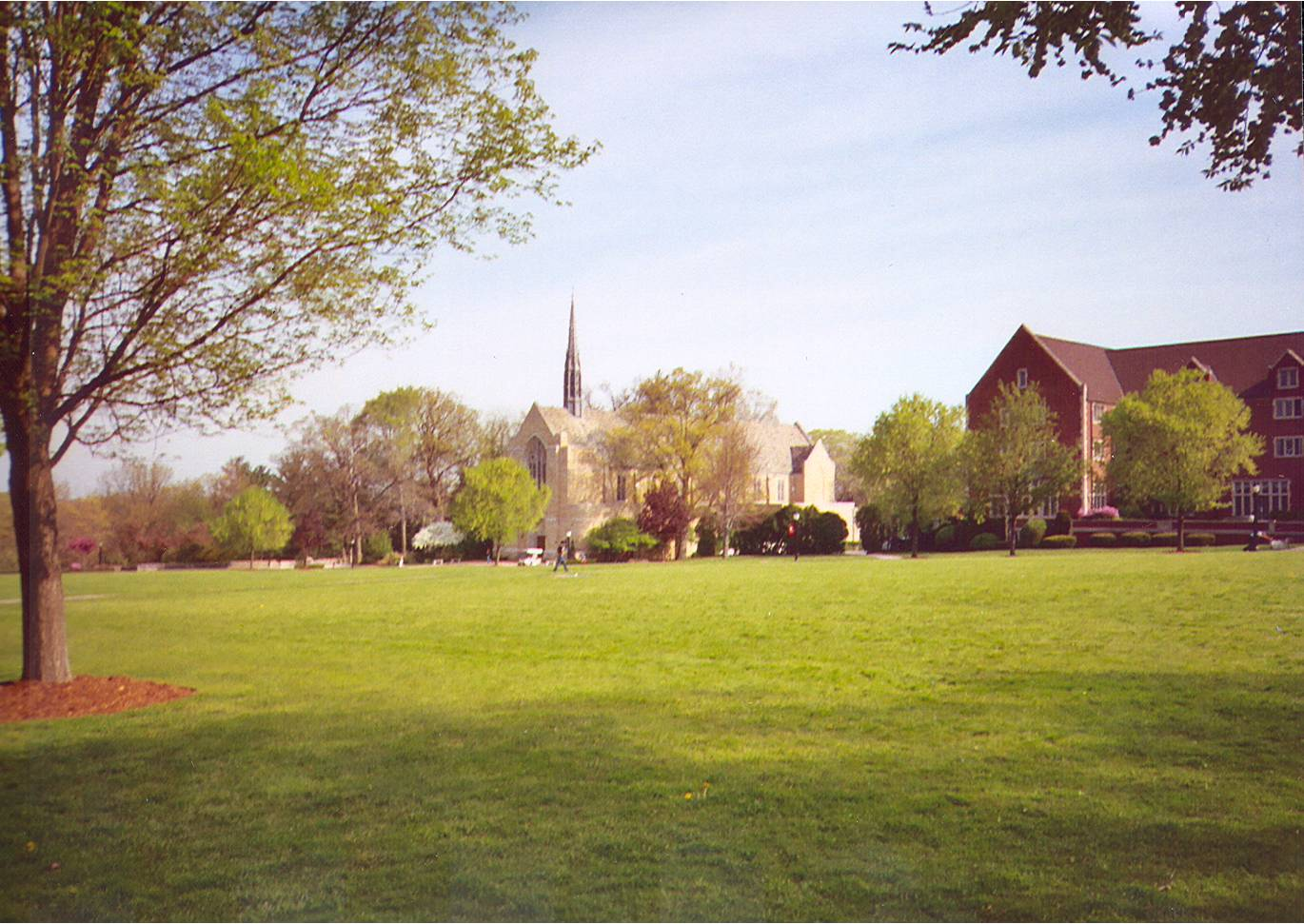
Центральний квартал Гроув Сіті навесні

Під керівництвом президента Чарльза С. Маккензі коледж був позивачем-апелянтом у знаковій справі Верховного Суду США 1984 року «Коледж Гроув-Сіті проти Белла» (англ. Grove City College v. Bell). Рішення було винесено через сім років після того, як коледж відмовився підписати форму про відповідність Розділу IX, яка б підпорядкувала весь навчальний заклад федеральним правилам, навіть ще не виданим. Суд, більшістю у співвідношенні 6 до 3-х, постановив, що отримання студентами федеральних освітніх грантів підпадає під регуляторні вимоги Розділу IX, але обмежив сферу застосування до відділу фінансової допомоги школи.
У 1988 році нове законодавство підпорядкувало кожен відділ будь-якого навчального закладу, який отримував федеральне фінансування, вимогам Розділу IX. У відповідь на це, починаючи з 1988—1989 навчального року, Гроув-Сіті-Коледж повністю вийшов з програми Пелл Ґрант, замінивши такі гранти студентам власною програмою — Фондом студентської свободи (англ. Student Freedom Fund). У жовтні 1996 року коледж вийшов з програми студентських позик Стаффорда, замінивши її програмою з банком PNC.
Коледж Гроув-Сіті — один з небагатьох коледжів (разом із коледжем Хіллсдейл, який вчинив так само після вищезгаданого випадку 1984 року), який не дозволяє своїм студентам отримувати федеральну фінансову допомогу в будь-якому вигляді, включаючи гранти, позики та стипендії.

### Новітня історія
З 1963 по 2016 рік Американська асоціація професорів університетів (англ. American Association of University Professors (AAUP)) наклала догану на Коледж Гроув-Сіті за порушення прав на перебування та академічну свободу через звільнення професора історії та політології Ларрі Гара. До кінця цього періоду адміністрація коледжу Гроув-Сіті перебувала в списку адміністрацій, на які  AAUP наклала догану, довше, ніж будь-який інший коледж у списку. У своїй доповіді Слідчий комітет AAUP у Гроув-Сіті дійшов висновку, що «відсутність належної процедури [під час звільнення професорів Гроув-Сіті] викликає… сумніви щодо академічної безпеки будь-яких осіб, які можуть бути призначені до Коледжу Гроув-Сіті згідно з існуючою адміністративною практикою. Ці сумніви настільки значні, що ми зобов'язані повідомити про них науковій спільності». У 2013 році Коледж Гроув-Сіті почав працювати над тим, щоб виключити себе зі списку ВУЗів, на які накладено догану. Через два роки в коледжі визнали, що вони б розглядали справу Гари по-іншому за існуючих процедур. Це підштовхнуло AAUP зняти санкції з коледжу  на своїх щорічних зборах у 2016 році У жовтні 2015 року Гара отримав вибачення від коледжу.
У 2005 році Коледж Гроув-Сіті заснував консервативний аналітичний центр Center for Vision and Values. У квітні 2019 року його перейменували на Institute for Faith & Freedom, заявивши, що це «точніше відповідає історичним цінностям Коледжу.»
За останні роки коледж реалізував багато нових будівельних проектів, включаючи розширення центру музики та мистецтв у 2002 році, новий навчальний корпус у 2003 році, нову будівлю студентської спілки/книгарні у 2004 році та нове житло багатоквартирного типу у 2006 році. У 2005 році будівля студентської спілки Гроув-Сіті-Коледжу була удостоєна гран-прі Міжнародного інституту мулярства «Золота кельма» за видатні досягнення у проектуванні та будівництві мурованих споруд. 9 лютого 2011 року Коледж Гроув-Сіті оголосив, що розпочне будівництво корпусу природничих, інженерних і математичних наук — ключових компонентів програми «Гроув-Сіті має значення»: Кампанія з розвитку Коледжу Гроув-Сіті, яка коштує 90 мільйонів доларів і є найбільшою капітальною кампанією в історії коледжу. Науковий, інженерний та математичний корпус вартістю 37,2 мільйона доларів призначений для підтримки нових методів навчання, зокрема, гнучких лабораторій та взаємодії в малих групах. «Це допоможе забезпечити подальшу підготовку студентів до майбутньої кар'єри в умовах зростаючої конкуренції на ринку праці», — зазначили офіційні особи. STEM-зал був відкритий у серпні 2013 року і надає лабораторні приміщення для студентів, які вивчають біологію, хімію, фізику та інформатику. Влітку 2021 року Коледж Гроув-Сіті оголосив, що бібліотека Генрі Буля в кампусі буде капітально відремонтована, з додаванням класних приміщень, оновленими навчальними зонами та кафе.
У лютому 2008 року коледж придбав обсерваторію в Університеті Едінборо Пенсільванії, яка використовуватиметься для занять астрономією, а також для досліджень викладачів і студентів. Телескопом обсерваторії можна буде керувати дистанційно з головного кампусу коледжу — понад 60 миль (97 км). Придбання майна, трьох будівель і обладнання всередині відкриє шлях для додавання неповнолітнього астрономічного факультету в кампусі. Через цю обсерваторію відділ фізики коледжу планує співпрацювати з місцевими державними школами, а також іншими коледжами та університетами над освітніми та дослідницькими проектами та залучати майбутніх студентів, які шукають сильні програми з фізики та курсові роботи з астрономії.

## Рейтинги
В рейтингу регіональних університетів Півночі на 2024 рік, що складається виданням US News & World Report, Коледж Гроув-Сіті посів 4 місце. В рейтингу «Навчальний заклад з найкращою цінністю», який також складається US News & World Report, коледж обійняв 3 місце. В рейтингу «Найкращих бакалаврських інжинірингових програм», який також складається US News & World Report, коледж обійняв 121 місце. В рейтингу видання Forbes за 2023 рік коледж посів 225 місце.

## Навчання та наукова діяльність

### Акредитація
Коледж Гроув-Сіті пропонує 55 спеціальностей у сфері вільних мистецтв, наук та інженерії. Коледж акредитований Комісією з вищої освіти Середніх Штатів. Програми коледжу з електротехніки, інформатики та машинобудування акредитовані Радою з акредитації інженерії та технологій, Inc. (англ. Accreditation Board for Engineering and Technology, Inc.; ABET). Нещодавно програму бакалавра наук із соціальної роботи було схвалено як кандидата на акредитацію через спеціалізовану акредитацію, запропоновану Радою з освіти соціальної роботи. У 2019 році Коледж Гроув-Сіті оголосив про нове партнерство з Громадським коледжем округу Батлер, щоб присуджувати диплом бакалавра наук із сестринської справи.

### Зв'язки з аналітичними центрами
Незважаючи на те, що це невеликий гуманітарний коледж, викладачі та адміністрація Гроув-Сіті-Коледжу суттєво впливають на ідеї різних аналітичних центрів по всій території США, особливо з питань навколишнього середовища, освіти, мінімальної заробітної плати та інших економічних і консервативних питань. Коледж Гроув-Сіті має міжнародні зв'язки, встановлені в 1955 році, і входить до Мережі свободи Міжнародного товариства індивідуальної свободи (англ. International Society for Individual Liberty — ISIL).
Національний центр сусідського підприємництва (англ. National Center for Neighborhood Enterprise)  — організація, яка прагне забезпечити ефективні громадські та релігійні організації навчанням і технічною допомогою, зв'язує їх з джерелами підтримки та оцінює їхній досвід для державної політики, спрямованої на вирішення проблем насильства серед молоді, зловживання психоактивними речовинами, підліткової вагітності, безпритульності, безробіття, поганої освіти та занепаду районів — інформує про заходи, що проводяться в Коледжі Гроув-Сіті.
Коаліція «Одинока гора» (англ. The Lone Mountain), що входить до складу Дослідницького центру власності та довкілля, який стверджує, що є «найстарішим і найбільшим в Америці інститутом, що займається оригінальними дослідженнями, які привносять ринкові принципи у вирішення екологічних проблем», має зв'язки з Коледжем Гроув-Сіті через Майкла Коултера, віце-президента Інституту публічної політики Шенанго і доцента політології в Коледжі Гроув-Сіті.
Коледж також має зв'язки з Інститутом Людвіга фон Мізеса, лібертаріанською  академічною організацією, яка займається дослідженнями та наукою в галузі економіки, філософії та політичної економії. Кілька членів факультету Інституту Мізеса також є викладачами в Коледжі Гроув-Сіті.
Гроув-Сіті-Коледж також має зв'язки з Мічиганом через Лоуренса В. (Ларрі) Ріда, президента Мічиганського центру публічної політики Макінака (англ. Mackinac Center for Public Policy). Рід отримав ступінь бакалавра економіки в Коледжі Гроув-Сіті в 1975 році. Рід також був колишнім президентом «Мережі державної політики» (англ. State Policy Network), некомерційній організації, яка об’єднує консервативні та лібертаріанські аналітичні центри, які зосереджуються на державній політиці Сполучених Штатів.
До Академічного консультативного комітету Фонду Джона Лока, аналітичного центру вільного ринку в Північній Кароліні, який підтримує Центр політики вищої освіти імені Джона Вільяма Поупа, некомерційний інститут, який займається вдосконаленням вищої освіти в Північній Кароліні та країні, входить Волтер Е. Вільямс, почесний професор економіки Джона М. Оліна, Університет Джорджа Мейсона, почесний доктор гуманітарних наук Гроув-Сіті-Коледжу та Джон Мур, колишній президент Гроув-Сіті-Коледжу, який керував коледжем в процесі його виходу з федеральних програм студентських позик, що завершило звільнення коледжу від федеральних зв'язків.

### Навчання
Багато студентів обирають Коледж Гроув-Сіті явно через християнське середовище та традиційну навчальну програму з гуманітарних наук. Обов'язковий трирічний курс гуманітарних наук зосереджується на походженні, розвитку та наслідках основоположних ідей і світогляду цивілізації. Курси охоплюють зміст, який включає релігію, філософію, історію та філософію науки, літературу, мистецтво та музику. Через тверду прихильність свободі та мінімальному урядовому втручання Коледж Гроув-Сіті вважається одним із найкращих коледжів Америки, де викладаються ідеї Австрійської школи економіки. Особисті документи Людвіга фон Мізеса після 1938 року зберігаються в архіві Коледжу Гроув-Сіті. Коледж Гроув-Сіті також проводить австрійську студентську наукову конференцію. Щорічно в лютому група студентів зі Сполучених Штатів представляє дослідницькі роботи з історії економічної думки або поточних подій в дусі Австрійської школи. На додаток до традиційних бізнес-програм Гроув-Сіті-Коледж також пропонує диплом з підприємництва та диплом з економіки бізнесу.

### Політика коледжу
На момент свого відкриття Гроув-Сіті-Коледж був одним з перших вищих навчальних закладів у США, який приймав на навчання як студентів, так і студенток. Школа підтримує співвідношення чоловіків і жінок у пропорції один до одного, забезпечуючи склад студентського корпусу в пропорції з 50 % чоловіків і 50 % жінок.
Коледж Гроув-Сіті дотримується суворої політики щодо вживання алкоголю на території кампусу, а студенти, які вперше порушують її, отримують тижневе відсторонення від усіх видів діяльності. Студентам, які досягли повноліття, дозволяється вживати алкоголь за межами кампусу, за умови, що після повернення вони не будуть виглядати напідпитку. Студентські організації повинні погодитися з жорсткою політикою щодо вживання алкоголю як на території кампусу, так і за його межами, а її порушення може призвести до втрати статуту.
У 2012 році The Princeton Review зарахував Гроув-Сіті-Коледж до 2-ї найбільш непривітної до ЛГБТ школи в Сполучених Штатах. У 2013 році Коледж Гроув-Сіті займав перше місце в рейтингу найбільш непривітних до ЛГБТ шкіл в Америці Princeton Review. Станом на 2016 рік вони займали 9 місце.
Відмовляючись приймати федеральні кошти та так звану фінансову допомогу за Розділом IV (з Закону про вищу освіту 1965 року), Коледж Гроув-Сіті не зобов'язаний дотримуватися різноманітних федеральних вказівок, які (i) запобігають статевій та багатьом іншим формам дискримінації (наприклад, Розділ IX Поправок про освіту 1972 року), (ii) регулюють розслідування звинувачень у сексуальному насильстві, (iii) вимагають збору та обміну інформацією про злочини в університетському містечку (Закон Клері), та (iv) встановлюють стандарти дисциплінарних провадження (Закон про ліквідацію сексуального насильства в університетському містечку).

### Релігія
Гроув-Сіті-Коледж завжди був офіційно позаконфесійним, але в перші десятиліття свого існування де-факто належав до Пресвітеріанської Церкви; сьогодні він більше не прив'язаний до конкретної християнської конфесії. Студенти зобов'язані відвідувати певну кількість богослужінь у каплиці за семестр. Так було і під час пандемії COVID-19.
Каплиця Гарбісон вже давно є місцем проведення християнських богослужінь на кампусі. У 2012 році було збудовано Ретберн-Холл, який став офісним приміщенням для працівників каплиці, місцем для зустрічей релігійних груп та лаунж-зоною для запрошених спікерів.

## Групи та організації
У коледжі діє близько 150 студентських організацій та заходів.

### Публікації та медіа
Коледж видає щорічник «Міст» (англ. The Bridge), газету, мистецький журнал, юридичний журнал та літературний журнал.

### Радіо
FM-сигнал потужністю 1 600 ват покриває 30-кілометрову зону в Західній Пенсильванії. Радіостанція транслює програми про образотворче мистецтво, футбольні та баскетбольні матчі коледжів. Також транслюються громадські заходи та шкільні спортивні змагання. Студенти ведуть шоу у вечірні години, коли в школі закінчуються заняття.

### Братства, сестринства та житлові корпуси
Братства та жіночі товариства живуть на території кампусу, у заздалегідь відібраних будівлях для студентів старших курсів. Братства та жіночі товариства Гроув-Сіті-Коледжу є місцевими та не пов'язані з жодною з національних грецьких головних організацій.

## Спорт

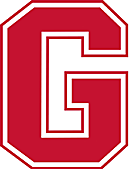
Офіційний логотип легкої атлетики.

Коледж Гроув-Сіті виставляє на поля гри легкоатлетичні команди вже понад століття. У 1906 році команди коледжа були одними з 39 статутних членів Міжвузівської атлетичної асоціації Сполучених Штатів (англ. Intercollegiate Athletic Association of the United States;IAAUS), попередника Національної асоціації студентського спорту(англ. National Collegiate Athletic Association;NCAA).
Коледж Гроув-Сіті, відомий в атлетичному світі як Wolverines, бере участь у Президентській спортивній конференції (англ. Presidents' Athletic Conference;PAC) в третьому дівізіоні Національної асоціації студентського спорту. На університетському рівні Гроув-Сіті-Коледж має команди з американського футболу, баскетболу, кросу, гольфу, футболу, чирлідингу, плавання, тенісу та легкої атлетики для чоловіків і жінок. Лакросс, бейсбол, регбі та футбол є університетськими видами спорту, доступними лише для чоловіків, тоді як софтбол і водне поло є університетськими видами спорту, які пропонуються лише жінкам.
Гроув-Сіті-Коледж також пропонує кілька клубних видів спорту для чоловіків і жінок, включаючи, але не обмежуючись ними, кіберспорт, волейбол для чоловіків і хокей на траві, лакросс і регбі для жінок. Ці команди є дуже успішними, особливо чоловіча клубна волейбольна команда, яка протягом останніх двох років входила до 10 найкращих команд країни, чоловіча команда з лакросу, яка увійшла до 10 найкращих команд країни у 2015 році, а також чоловіча та жіноча команди з регбі, які увійшли до 10 найкращих команд країни за версією Національної організації регбі серед малих коледжів.
Внутрішній (місцевий, в межах коледжу) для чоловіків: баскетбол, боулінг, доджбол, футбол, футбол, софтбол, настільний теніс, теніс, кікбол, волейбол та волейбол. У жінок — бадмінтон, баскетбол, боулінг, флаг-футбол, міні-футбол, кікбол, ракетбол, ультиматум і волейбол.
У 2018 році помічникові директора зі спортивної інформації школи було пред'явлено майже 100 звинувачень у різних злочинах — від порушення приватного життя до зберігання дитячої порнографії — після того, як з'ясувалося, що він таємно записував студентів, які приймали душ у роздягальні коледжу.

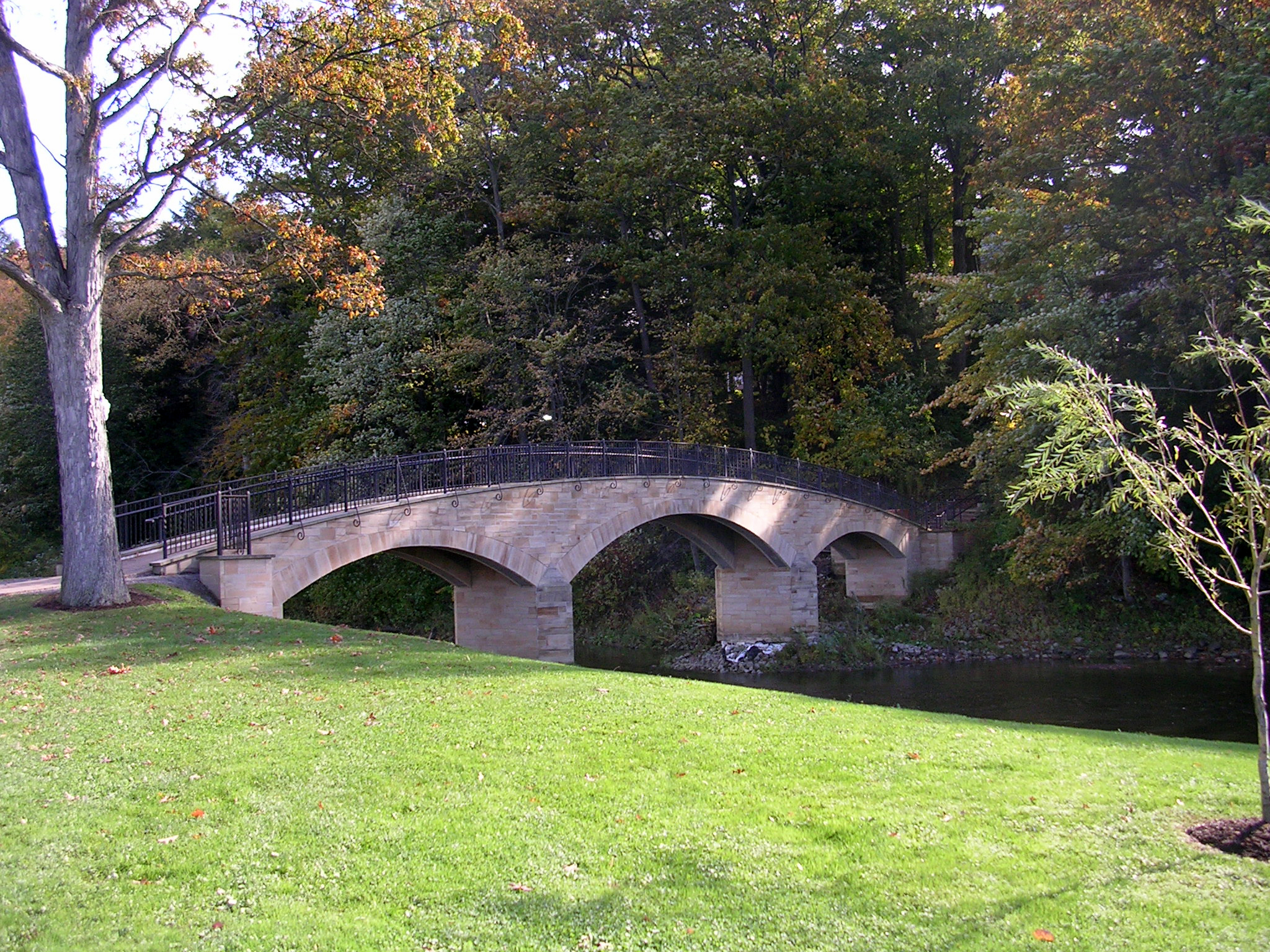
Райдужний міст, який тягнеться над Вовчим струмком і з'єднує верхній і нижній кампус.

## Люди

### Випускники
- Девід М. Бейлі — гітарист, автор пісень[32]
- Дж. К. Белл — філософ-аналітик, логік і теолог-аналітик. Очолює кафедру філософії родини О'Ніл, Нотр-Дам. Автор Logical Pluralism (Оксфорд: 2004), Spandrels of Truth (Оксфорд: 2009), Formal Theories of Truth (Оксфорд: 2018) і піонер суперечливої христології в The Contradictory Christ (Оксфорд: 2021).
- Петер Беттке — професор економіки Університету Джорджа Мейсона та редактор Review of Austrian Economics[33]
- Едвард Д. Брін — генеральний директор компанії
- Алехандро Чафуен — автор, президент і колишній генеральний директор Atlas Network
- Ларрі Крічфілд — колишній гравець НФЛ
- Артур Шваб — суддя федерального окружного суду США та позаштатний професор Коледжу Гроув-Сіті
- Джим Ван Ерден — підприємець, стратег бренду, медіапродюсер і співзасновник Helixx Partners, LLC
- Джордж Кларк Саутворт — інженер і фізик, який допоміг відкрити хвилеводи, лауреат Почесної медалі IEEE (1963)
- Р. Дж. Бауерс[34] — футболіст НФЛ,[35] найкращий лідер NCAA за весь час до жовтня 2007 р.[36]
- Скотт Буллок[37] — старший юрист і член-засновник Institute For Justice
- Білл Дізі — співак і автор пісень, автор роману «Ренсом Сіборн» (лауреат премії «Нідл» 2006 року за найкращий роман) і колишній вокаліст популярного піттсбурзького гурту " The Gathering Field ".
- Бердетт «Боб» Гленн[38] — професійний бейсболіст та інженер доріг
- Скотт Ган[39] — письменник, римо-католицький теолог і апологет. Професор теології Францисканського університету Стьюбенвіль
- Метт Кіббе[40] — президент Free the People і колишній президент і генеральний директор FreedomWorks
- Моуз Ланц — колишній гравець НФЛ
- Браян Лефтоу[41][42] — теїстичний і аналітичний філософ. Завідувач кафедри філософії релігії Ноллота Оріельського коледжу Оксфордського університету. Автор книги «Час і вічність» (1991) і понад п'ятдесяти праць з філософії релігії, метафізики та історії середньовічної філософії.
- Пол Макналті[43] — колишній заступник генерального прокурора США та президент Гроув-Сіті-Коледжу
- Гері Пітерс — колишній гравець  Major League Baseball, який грав за «Бостон Ред Сокс» і «Чикаго Вайт Сокс», здобув нагороди команди «Чикаго Вайт Сокс за все століття».
- Джозеф Говард П'ю[44][45] — засновник і колишній президент Sun Oil Company
- Девід Дж. Портер — суддя Апеляційного суду США третього округу
- Ніколас Ранджан, окружний суддя, окружний суд Сполучених Штатів для Західного округу Пенсільванії
- Лоуренс Рід — президент Фонду економічної освіти (FEE)
- Шон В. Роу  — Єпископ єпископської єпархії Північно-Західної Пенсильванії
- Тіффані Зайц — Міс Пенсільванія 2020
- Спайк Шеннон  — колишній професійний бейсболіст, який грав за «Сент-Луїс Кардіналс», «Нью-Йорк Джайентс» і «Піттсбург Пайретс». Лідер Національної ліги за кількістю забитих голів у 1907 році за «Нью-Йорк Джайентс».
- Френк Сміт — гравець Major League Baseball на прізвисько «Piano Mover»
- Френк Содай — хімік, що вплинув на розробку альтернативного використання синтетичного волокна
- Грег Урбас — тренер Залу слави з боротьби[46]
- Гарольд Вілліс Доддс[47] — 15-й президент Принстонського університету
- Говард Едвард Вінклвосс молодший — американський актуарій, науковець і підприємець, який має практику управління прибутком.

### Видатні професори
- Г. К. Біл — реформатський богослов і письменник
- T. Девід Гордон — богослов Нового Завіту та медіа-еколог
- Гільєрмо Гонсалес — астрофізик, прихильник Розумного задуму
- Джошуа Ф. Дрейк (колишній) — музикознавець і творець гімнів
- Річард Г. Джуелл — колишній президент Коледжу Гроув-Сіті і колишній пітсбурзький директор Navigant Consulting Inc.
- Пол Кенгор — письменник, виконавчий директор аналітичного центру Center for Vision and Values  Гроув-Сіті-Коледжу
- Пол Макналті — президент Коледжу Гроув-Сіті та колишній заступник генерального прокурора США
- Ганс Зенгольц — економіст, прихильник австрійської економічної школи, учень Людвіга фон Мізеса
- Уоррен Трокмортон — професор психології
- Карл Трумен — реформатський теолог та історик
- Волтер Е. Вільямс — письменник, професор і колишній голова кафедри економіки в Університеті Джорджа Мейсона
- Анджело Кодевілла — політолог, письменник, член Спеціального комітету з питань розвідки Сенату США
- Джеймс К. Конвелл — інженер-механік, президент Технологічного інституту Роуз-Халман

### Колишні президенти коледжу
- Ісаак Конрад Кетлер (1876–1913)
- Олександр Т. Ормонд (1913–1915)[85]
- Вір Карлайл Кетлер (1916–1956)
- Джон Стенлі Гаркер (1956–1971)
- Чарльз Шеррард Маккензі (1971–1991)
- Джеррі Г. Комбі (1991–1995)
- Джон Г. Мур (1996–2003)
- Річард Г. Джуелл Дж. Д. (2004–2014)
- Пол Макналті (2014–тепер)

## Додаткове читання
Edwards, Lee (2000). Freedom's College: The History of Grove City College. Regnery Publishing, Inc. ISBN 0-89526-277-0.
- Офіційний сайт
- Official athletics website
- The Lee Edwards papers are at the Hoover Institution Archives and contain his research on Grove City College.